# Jan Pascale
Jan Pascale (New York, ...) è una scenografa e produttrice cinematografica statunitense, vincitrice dell'Oscar alla migliore scenografia nel 2021.

## Biografia
Dopo una lunga carriera come produttrice per alcuni spettacoli teatrali, Jan Pascale inizia la carriera di scenografa nel 2000. Così allestisce il set di un programma TV e subito vince il suo primo Emmy Award. Nel 2021 ha vinto l'Oscar per la migliore scenografia per il film Mank, di David Fincher (dopo una precedente candidatura nel 2005).

## Filmografia parziale

### Cinema
- Il giorno degli zombi (Day of the Dead), regia di George A. Romero (1985)
- Il racconto dell'ancella (The Handmaid's Tale), regia di Volker Schlöndorff (1990)
- Amore per sempre (Forever Young), regia di Steve Miner (1992)
- Il valzer del pesce freccia (Arizona Dream), regia di Emir Kusturica (1993)
- Una gorilla per amica (Born to Be Wild), regia di John Gray (1995)
- Dracula morto e contento (Dracula: Dead and Loving It), regia di Mel Brooks (1995)
- Mai dire ninja (Beverly Hills Ninja), regia di Dennis Dugan (1997)
- Mad City - Assalto alla notizia (Mad City), regia di Costa-Gavras (1997)
- I Flintstones in Viva Rock Vegas (The Flintstones in Viva Rock Vegas), regia di Brian Levant (2000)
- Training Day, regia di Antoine Fuqua (2001)
- Il delitto Fitzgerald (The United States of Leland), regia di Matthew Ryan Hoge (2003)
- Deliver Us from Eva, regia di Gary Hardwick (2003)
- Hollywood Homicide, regia di Ron Shelton (2003)
- Anchorman - La leggenda di Ron Burgundy (Anchorman: The Legend of Ron Burgundy), regia di Adam McKay (2004)
- Derby in famiglia (Kicking & Screaming), regia di Jesse Dylan (2005)
- Good Night, and Good Luck., regia di George Clooney (2005)
- Spiderwick - Le cronache (The Spiderwick Chronicles), regia di Mark Waters (2008)
- In amore niente regole (Leatherheads), regia di George Clooney (2008)
- Tutti insieme inevitabilmente (Four Christmases), regia di Seth Gordon (2008)
- Ancora tu! (You Again), regia di Andy Fickman (2010)
- Faster, regia di George Tillman Jr. (2010)
- Come ammazzare il capo... e vivere felici (Horrible Bosses), regia di Seth Gordon (2011)
- Argo, regia di Ben Affleck (2012)
- Gli stagisti (The Internship), regia di Shawn Levy (2013)
- Anchorman 2 - Fotti la notizia (Anchorman 2: The Legend Continues), regia di Adam McKay (2013)
- Welcome to Me, regia di Shira Piven (2014)
- Come ammazzare il capo 2 (Horrible Bosses 2), regia di Sean Anders (2014)
- Sicario, regia di Denis Villeneuve (2015)
- Daddy's Home, regia di Sean Anders (2015)
- Nina, regia di Cynthia Mort (2016)
- Miss Peregrine - La casa dei ragazzi speciali (Miss Peregrine's Home for Peculiar Children), regia di Tim Burton (2016)
- Proprio lui? (Why Him?), regia di John Hamburg (2016)
- Suburbicon, regia di George Clooney (2017)
- Vice - L'uomo nell'ombra (Vice), regia di Adam McKay (2018)
- Velvet Buzzsaw, regia di Dan Gilroy (2019)
- Mank, regia di David Fincher (2020)
- Top Gun: Maverick, regia di Joseph Kosinski (2022)
- Air - La storia del grande salto (Air), regia di Ben Affleck (2023)
- Buon Natale da Candy Cane Lane (Candy Cane Lane), regia di Reginald Hudlin (2023)

### Televisione
- Tutti colpevoli (A Gathering of Old Men) - film TV, regia di Volker Schlöndorff (1987)
- Vietnam War Story - serie TV, 6 episodi (1987-1988)
- Pranzo alle otto (Dinner at Eight) - film TV, regia di Ron Lagomarsino (1989)
- Il cuore di Joshua (Joshua's Heart) - film TV, regia di Michael Pressman (1990)
- Fascino letale (Her Wicked Ways) - film TV, regia di Richard Michaels (1991)
- Blind Spot - film TV, regia di Michael Toshiyuki Uno (1993)
- I racconti della cripta (Tales from the Crypt) - serie TV, 11 episodi (1993)
- Viper - serie TV (1994-1999)
- White Dwarf - film TV, regia di Peter Markle (1995)
- Players - serie TV (1997-1998)
- Lansky - Un cervello al servizio della mafia (Lansky) - film TV, regia di John McNaughton (1999)
- Gideon's Crossing - serie TV, 20 episodi (2000-2001)
- Boston Public - serie TV, 1 episodio (2000)
- The Eastmans - film TV, regia di Jason Ensler (2009)
- The Protector - serie TV, 13 episodi (2011)
- Veep - Vicepresidente incompetente (Veep) - serie TV, 1 episodio (2012)
- Ray Donovan - serie TV, 1 episodio (2013)
- All the Way - film TV, regia di Jay Roach (2016)
- S.W.A.T. - serie TV, 1 episodio (2017)
- Obi-Wan Kenobi – miniserie TV, 6 puntate (2022)